# スパイダーマンの誕生
スパイダーマンの誕生 (The Origin of Spider-man) は、1967年のテレビアニメ版スパイダーマンの第21話のエピソード。米国では1968年9月14日。旧邦題では、「スパイダーマン誕生（快傑くも人間の誕生）」。

## ストーリー
ピーター・パーカーは、エンパイアステート大学の放射能実験を見学中、放射能を浴びたクモに噛まれる。気分が悪くなったピーターは外へ出るが、チンピラ2人に絡まれる。しかし、思わず振るった拳で電灯を破壊し、自分の異変に気づく。さらに車にひかれそうになった際、とっさに飛び上がり壁をよじ登れることを発見。ピーターはクモの力を得たことを自覚し、ウェブシューター を発明してビルの間を飛び回る。
ピーターはこの力を活かしてお金を稼ごうと考え、テレビ出演を果たす。しかし、出演先のテレビ局で泥棒が逃げる場面に遭遇するも、「関係ないね」と見逃してしまう。
しかし、家に帰ると伯父のベンが強盗に殺害されたと知らされる。怒りと悲しみに駆られたピーターは、スパイダーマンとして犯人を追い詰め、港近くの倉庫で対決。
犯人を倒したピーターは、驚くべきことにそれが自分が逃がした泥棒だったことを知る。
「大いなる力には、大いなる責任が伴う」ことを悟ったピーターは、悲しみを胸に、スパイダーマンとして正義のために生きることを誓うのだった。
最後、本編終盤に「こうして新たな伝説が生まれ・・・」がナレーションによって読まれる。

## 備考
- 「Amazing Fantasy(1962) #15」の最初のページと「Specutacular Spider-Man (1968)」の「In The Beginning」を基に製作されているが、プロレスに向かう場面は映像化されなかった[1]。
- コミック版ではテレビ出演を果たしているが、この作品では果たさなかった。。
- 自動車に乗ったサルとムースはアニメオリジナルで、コミック版には登場しない。
- 当時大人気だった「エド・サリヴァン・ショー」が放送中だったため、「エド・サリヴァン」という有名な司会者の名前がピーターの口から出ていた。
- 「With great power there must also come great responsibility.」という原文はコミック版でも使われているが、本編では「That with great power there must also always be great responsibility.」を使っている。本の邦訳版では「大いなる力には、大いなる責任が伴う」となっていることが多く、これに近い邦訳がテレビ版に存在していたことがある。

## 挿入曲
- 「スパイダーマンのテーマ」

『スパイダーマンなら関係ない！』と言って飛び出すシーンから歌が入る。

## キャスト
| 登場人物                           | 担当声優               | 日本語吹き替え   | 日本語吹き替え |
| 登場人物                           | 担当声優               | 東京12チャンネル | ローカル局     |
| ---------------------------------- | ---------------------- | ---------------- | -------------- |
| ピーター・パーカー/スパイダーマン  | ポール・ソールズ       | 富山敬           | 田中秀幸       |
| ベン・パーカー                     | トム・ハーヴェイ       | 松岡文雄         |                |
| メイ・パーカー                     | ペグ・ディクソン       |                  |                |
| サール                             | ポール・ソールズ       | 塚田正昭         |                |
| ムース                             | アルフィー・スコップ   | 納谷六朗         |                |
| 会話している3人の女子大生          | ?                      |                  |                |
| 不良A（不良のメガネ男）            | ?                      | 塚田正昭         |                |
| 不良B（メガネ男の仲間）            | ?                      | 納谷六朗         |                |
| エリック・シュウィナー教授         | ?                      | 八奈見乗児       |                |
| テレビ局の警官                     | ポール・クリグマン     | ?                | 広瀬正志       |
| バーナード・オブライエン警部       | アルフィー・スコップ   | 松岡文雄         | 郷里大輔       |
| テレビ局の強盗                     | マックス・ファーガソン |                  |                |
| エド・サリヴァン ※テレビ局の司会者 | マックス・ファーガソン |                  |                |
| ナレーション                       | バーナード・コワン     | 石井敏郎         |                |